# Lago Pungá
O lago Pungá é um lago brasileiro que banha o estado do Amazonas, e banha o município de Juruá[carece de fontes?].